# Ilhéu Quixibá
Ilhéu Quixibá, també congut Quixibá és un illot al golf de Guinea i és una de les illes més petites de São Tomé i Príncipe. L'illot es troba a 375 m al sud-est de la part més meridional de l'illa de São Tomé. La seva longitud és de 125 m i té una forma triangular. Tot el terreny està completament boscós. Durant l'Edat de Gel, va formar part de l'illa de São Tomé fins als voltants de 4.000 a 2.000 aC. L'illot es troba al sud d'un punt al sud-oest de Ribeira Peixe i forma part de la Baía de Praia Grande. Al sud-est de l'illot hi ha un parell d'illots de roca coneguts com a Sete Pedras.
L'illot no està habitat pels humans. La fauna domina l'illa, la dominant són només ocells i del mar inclosos els peixos i els crustacis. L'illot és d'origen volcànic i no disposa d'un volcà separat proper a São Tomé, però en forma part.
L'illot va ser descobert pels portuguesos al gener de 1471 quan es va descobrir la propera illa de São Tomé.